# بنت‌هایزن
بنت‌هایزن (به هلندی: Benthuizen) یک منطقهٔ مسکونی در هلند است که در آلفن آن درین واقع شده‌است. بنت‌هایزن ۳٬۴۰۹ نفر جمعیت دارد.